# Andelot
Andelot – rzeka we Francji, przepływająca przez tereny departamentów Puy-de-Dôme oraz Allier, o długości 49,5 km. Stanowi lewy dopływ rzeki Allier.